# Suicide (groupe)
Pour les articles homonymes, voir Suicide (homonymie).
Suicide est un groupe américain de rock électronique et minimaliste, originaire de New York. Il est formé en 1970 par Martin Rev et Alan Vega. Le groupe disparaît en 2016 après la mort de Vega.

## Biographie
En 1970, Alan Vega ouvre une sorte de galerie à Manhattan, appelée Project of Living Artists (« Projet d'artistes vivants »). L'endroit est fréquenté par les New York Dolls, Television et Blondie, ainsi que l'ensemble de jazz Reverend B., au sein duquel Martin Rev joue du piano électrique. Alan Vega et Martin Rev forment bientôt le groupe Suicide, dont la musique minimaliste et agressive ouvrira la voie pour les artistes de musique électronique à venir.
Ils sortent leur premier album, au titre éponyme en 1977 sur le label Red Star Records qui est dirigé par Marty Thau, l'ancien manager des New York Dolls.  Enregistré en une seule prise comme lors de leurs concerts et répétitions, ce premier opus connaîtra de nombreux mix en studio. L'idée étant de faire sonner Suicide comme personne auparavant. Le titre « Frankie Teardrop » connaîtra sa version finale le jour même de l'enregistrement (la première version était alors une histoire de détective) alors que Vega lit un fait divers sordide dans le journal (dont le sujet est assez proche de la chanson). Ce premier disque très minimaliste aura une influence considérable sur toute la scène punk et new wave émergente. Même si le public ne se rue pas dessus lors de sa sortie, il reste encore l'un des disques les plus novateurs de l'époque et fut réédité à de nombreuses reprises en CD et en vinyle. La pochette originale peinte par Timothy Jackson représentant le nom du groupe sanguinolent, sera longtemps considérée, à défaut, comme leur 'logo'. 
En 1978, Suicide accompagne Elvis Costello lors de sa tournée européenne, mais l'alchimie entre deux styles de musique si différents ne passe pas auprès du public de Costello et le concert de Bruxelles tourne même à l'émeute (ce concert sera enregistré et proposé en complément de certaines rééditions du premier album). Il en va de même pour la tournée des Clash à partir de Juillet 78 dont Suicide fera la première partie devant un public violent et très agressif, jusqu'au point de voir lancé une hache lors d'un concert à Glasgow, une réponse aux provocations du groupe à son public). En France, le public est très réceptif à leur musique. Ils se produisent à Metz le 9 juin 1978  puis Paris à l'Olympia le 18 juin 1978 et du 13 au 15 juillet 1979 aux Bains Douches. 
Leur deuxième album, Suicide (Second Album), sort en 1980 et est produit par Ric Ocasek sur le label Island. Pour Vega et Rev, c'est l'occasion d'un nouveau départ et d'une production plus confortable. Matin Rev dispose alors d'un Prophet 5, très novateur pour l'époque. L'enregistrement, plus professionnel, leur permet de travailler une autre approche de leur son.  C'est une ambiance différente et moins agressive que sur leur premier opus. Ce disque permettra à Martin Rev et Alan Vega de sortir du carcan très « underground » de RedStar, leur premier label, et d'amorcer, pour chacun, une carrière solo. 
Le groupe va alors connaître une période creuse sans pour autant se séparer. Alan Vega s'essaiera au rockabilly, à la country et au blues sur ses deux premiers albums. Son hit « Jukebox Baby » lui ouvrira les portes de la reconnaissance et des concerts dans toute l'Europe. Après ce retour aux sources remarqué, Alan Vega relance une formule hybride et inventive dès 1983 avant de signer un deal désastreux avec Elektra. De son côté, Martin réalise deux albums solo principalement instrumentaux qui ne connaîtront aucun succès. 
En 1988, le duo pense à refaire un disque. Ils ne répètent presque pas et se lance, tête baissée, dans l'enregistrement d'un troisième album. A Way Of Life sort la même année et ne connaîtra pas le « succès » des précédents. Construit comme une improvisation en studio et réarrangée après, la formule, déjà éprouvée sur les deux précédents albums, semble parfaitement fonctionner. A Way of Life revient à une vision sombre de New York et peut être  considéré comme le digne successeur des premières œuvres de Suicide. Une maigre tournée s'ensuivra et ouvrira surtout la voie aux albums solos les plus électroniques et avant-gardistes d'Alan Vega.
Repris par sa carrière solo en compagnie de son épouse Liz Lamere, Alan Vega ne reviendra vers Suicide que quatre ans plus tard. Cette fois, c'est un disque très différent qui sort en 1992. Why Be Blue s'affirme comme une vision plus édulcorée et moins sombre et torturée de la formation. Largement mieux acclamé par la critique, quelques dates suivront sans pour autant faire de Suicide le groupe de l'année.
Il faudra attendre dix ans pour voir sortir leur dernier disque, American Supreme, sur Mute Records. Même si l'album est salué par la critique, la formule ne fonctionne plus comme avant et le duo s'essouffle, Alan Vega semblant nettement plus inspiré dans ses nombreux travaux solo (1st Album, Collision Drive, Deuce Avenue, 2007 etc.). Pourtant, les dates s'accumulent et permettent au duo de parcourir l'Europe et, enfin, d'être définitivement reconnu comme un groupe majeur de son époque.
Le groupe éditera un grand nombre de ses concerts live dont, entre autres, les excellents 1/2 Alive, Ghost Riders, Attempted: Live at Max Kansas City 1980 ou le très bon et très représentatif coffret Live 77/78.
Malgré le flop commercial de leur carrière, la musique de Suicide aura une influence déterminante sur de nombreux musiciens comme Sisters of Mercy, Soft Cell, Peaches, Dive, Sigue Sigue Sputnik, Stereolab, Addn to X, 69.

## Style musical
Avec un orgue Farfisa,  une boîte à rythmes Seeburg Rythm Prince (remplacée assez vite par une Korg Minipop 7 en live) combinés à des pédales d'effet, puis des synthétiseurs, Martin Rev crée une musique au rythme binaire, cahotante et répétitive à laquelle se mêlent les cris et feulements d'Alan Vega, inspirés par les faces B des 45 tours d'Elvis Presley dans sa dernière période. Suicide se définit lui même comme une vision urbaine violente ou, comme le dira Alan Vega, « le son de New York ». Par son originalité, son avant-gardisme punk, ses prestations scéniques et ses utilisations très rock 'n' roll des machines, le groupe influencera la new wave et le punk.
Bien que Suicide n'ait jamais connu de véritable succès commercial, le premier album du même nom est devenu une référence (certains disent qu'à chaque fois que le disque passait, un groupe se formait). Le groupe se manifesta activement jusqu'au début des années 1980. Chacun de ses deux membres entamera une carrière solo et Alan Vega connaîtra quelques succès, notamment avec des tubes plus pop comme Juke-Box Baby dans les années 1980.

## Discographie

### Albums studio
- 1977 : Suicide (Red Star Records)
- 1980 : Suicide (Second Album) (Mute Records/ZE)
- 1988 : Way of Life (Wax Trax!/Accord)
- 1992 : Y B Blue (Brake Out)
- 2002 : American Supreme (Mute Records)

### Rééditions
- 1997 : Suicide (Restless Records ; réédition des deux premiers albums)
- 1999 : The Second Album + The First Rehearsal Tapes (Blast First)
- 2005 : A Way of Life (Blast First/Mute Records)
- 2005 : Why Be Blue (Blast First/Mute Records ; version remixée de Y B Blue)

### Singles
- 1978 : Cheree / I Remember (Red Star Records)
- 1979 : Dream Baby Dream / Radiation (ZE/Island)

## Filmographie
- Infinite Dreamers, film produit, écrit, filmé, monté, mixé par Marc Hurtado -  France 2016 1h22 - Avec Alan Vega et Martin Rev... Musique de Alan Vega, Martin Rev et Marc Hurtado.